# 정양사 삼층석탑
정양사 삼층석탑(正陽寺 三層石塔)은 강원도 금강군 내강리 정양사의 약사전 앞에 위치한 삼국시대의 석탑으로, 정양사와 함께 600년에 세워졌으며, 금강산에서 가장 오래된 석조건물이다. 당대 최고의 수준으로, 탑의 총 높이는 약 4m이다. 아래위 두 부분으로 된 기단이 있고, 탑 몸체는 1층의 길이가 55cm, 2층의 길이는 20cm, 3층의 길이는 16.5cm로 위로 가면서 급격히 줄어들었으며 지붕돌 역시 균형을 맞추어 가로 넓이가 1층은 102cm, 2층은 94cm, 3층은 76.5cm로 좁아들었다. 그리고 탑 몸체돌 네 모서리마다 기둥모양을 도드라지게 새기고 지붕돌은 얇고 직선을 띤 처마에 네 귀 추녀는 보기 좋게 약간 들어올려져 경쾌하다. 이 탑은 드물게 탑 머리부분까지 잘 남아 있는 신라 때의 탑으로, 균형이 잘 맞고 잘짜인 조화를 보여 모양이 아름다울 뿐만 아니라, 구조가 완전한 것으로서 현재 전하는 옛 탑들 중에서도 신라시대 탑의 특징을 밝히는 중요한 유물로 간주되고 있다.